# Kickers Viktoria Mühlheim
Der F.C. Kickers Viktoria Mühlheim 1910, oft kurz als KV Mühlheim bezeichnet, ist ein Fußballverein aus der hessischen Stadt Mühlheim am Main bei Offenbach. Die durch Gründung des FC Kickers Mühlheim im Jahr 1910 entstandene und unter dem heutigen Namen seit 1913 antretende Mannschaft spielte in den Jahren nach dem Ersten Weltkrieg erstmals in der obersten Spielklasse und erlebte zwischen Mitte der 1960er und 1970er Jahre nochmals eine Blütezeit, als man in den höchsten Amateurligen antrat und von 1967 bis 1971 der Hessenliga angehörte. Zuletzt machte der KVM um die Jahrtausendwende mit einem vierjährigen Gastspiel in der hessischen Landesliga Süd (der heutigen Verbandsliga Hessen) überregional auf sich aufmerksam. An diese Erfolge konnte der KVM in den Saisons 2012/13 mit der Meisterschaft in der Kreisoberliga Offenbach und 2014/15 mit der Meisterschaft in der Gruppenliga Frankfurt Ost anschließen. Ab 2015 spielte der KVM wieder in der Verbandsliga Hessen Süd. Im Verlauf der Gruppenliga-Saison 2016/17 entschied der Vorstand der Kickers Viktoria Mühlheim freiwillig in die A-Klasse abzusteigen. Der hessische Fußball-Verband stimmte dem freiwilligen Rückzug zu, so dass der KVM seit Beginn der Saison 2017/18 in der A-Liga Offenbach spielte. In der Saison 2017/18 erreichte die Kickers Viktoria in der A-Liga den zweiten Platz und konnte sich über die Relegation zur Kreisoberliga durch zwei Siege gegen TuS Zeppelinheim und den TV Dreieichenhain qualifizieren.

## Geschichte
Während in den Städten des Rhein-Main-Gebietes die aus England importiere Sportart Fußball bereits vor und um die Jahrhundertwende Fuß fasste, dauerte es in den kleineren Ortschaften einige Jahre länger, bis die ersten Vereine entstanden. In Mühlheim am Main wurde die noch junge Sportart zuerst im Sportverein 09 ausgeübt, aus dem sich 1911 die Viktoria abspaltete. Inzwischen war 1910 mit dem FC Kickers ein erster reiner Fußballverein entstanden. Die beiden Mannschaften schlossen sich schließlich 1913 zum heutigen Kickers Viktoria Mühlheim zusammen.
Zur ersten durch den süddeutschen Verband ausgerichteten Nachkriegsspielzeit 1919/20 wurde der KVM in die höchste Spielklasse, die Kreisliga Südmain, eingeteilt und traf dort auf eine Reihe etablierter Größen, unter anderem auf den Nachbarn Kickers Offenbach. In dieser Runde noch chancenlos, kehrte die Mannschaft ein Jahr nach dem Abstieg zur Runde 1921/22 ins damalige Fußball-Oberhaus zurück und konnte sich im zweiten Anlauf für ein weiteres Jahr behaupten. Die spielerischen Mittel reichten allerdings nicht aus, um sich am Ende der Saison 1922/23 für die neue Bezirksliga zu qualifizieren, mit nur einem Sieg aus 14 Spielen belegte der KVM den letzten Platz. Eine Rückkehr in die höchste Spielklasse gelang den Mühlheimern nicht mehr. 1928/29 erreichten die Mainstädter zwar die Aufstiegsrunde zur Bezirksliga, scheiterten aber schließlich an der überlegen aufspielenden SpVgg Griesheim 02.
Nach dem Ende des Zweiten Weltkrieges und der damit verbundenen Auflösung der bisherigen Vereine entstand in Mühlheim als Nachfolgeverein und Zusammenschluss der – 1933 verbotenen – Freien Turnerschaft, der Deutschen Turnerschaft und Kickers Viktoria zunächst die Mühlheimer Sport-Union. Der Fußballmannschaft gelang 1948 der Aufstieg in die Bezirksklasse und anschließend beinahe der „Durchmarsch“ in die höchste hessische Landesklasse. 1952 beschloss man die Rückkehr zum traditionellen Vereinsnamen FC Kickers Viktoria. Eine Rückkehr in den höherklassigen Fußball gelang zu dieser Zeit hingegen nicht, der KVM entwickelte sich aber zusehends zu einer Talentschmiede des damaligen deutschen Spitzenvereins Kickers Offenbach. Unter dem Offenbacher Rudolf Keller wuchs bei Kickers Viktoria eine Mannschaft heran, die mit Geo Kemmerer, Willi Kriegel, Friedel Scherer, Günter Rau, Heinrich Hofmann und Heinz Vogel gleich sechs Spieler hervorbrachte, die später höherklassig spielten. Der Aufstieg des KVM in höhere Ligen zog sich indes noch etwas hin.
1965 verpasste man die Qualifikation für die neu eingeführte Gruppenliga, wurde aber immerhin bereits im Jahr darauf Meister der Frankfurter Bezirksklasse. Die Einordnung in die Staffel Mitte der Gruppenliga anstelle der geographisch naheliegenderen Staffel Süd sorgte in Mühlheim zwar zunächst für Verärgerung, erwies sich dann aber als Glücksfall. Denn die relativ weiten Reisen nach Mittel- und Osthessen sorgten für einen kaum erwarteten sportlichen Höhenflug der von dem jungen und noch unerfahrenen Trainer Benno Schweizer betreuten Mannschaft. Am Ende der Runde 1966/67 lag die Mannschaft um Kapitän und Torwart Hugo Schleicher, Verteidiger Helmut Sipple, dem vom OFC gekommenen Mittelfeldakteur „Benna“ Fronia sowie Routinier Dieter Wöll im Angriff gleichauf mit dem TuS 06 Naunheim an der Tabellenspitze und machte im Entscheidungsspiel vor mehr als 5000 Zuschauern im Hanauer Stadion Wilhelmsbad mit einem 3:0-Sieg den Durchmarsch in die Hessenliga perfekt. In der obersten Amateurklasse konnte Trainer Schweize auf eine eingespielte Elf bauen, denn mit Sipple, der zu Hanau 93 wechselte, musste der KVM nur einen Abgang kompensieren, während mit Jürgen Klinzing aus Sprendlingen und Gerhard Hofmann aus Obertshausen zwei erfahrene Kräfte verpflichtet werden konnten. Prompt setzte sich der Höhenflug in der Runde 1967/68 fort, über weite Strecken der Spielzeit spielten die Mühlheimer in der Spitzengruppe in der Hessenliga mit und belegten am Ende Rang 5. Damit hatte der FC Kickers Viktoria aber bereits den Zenit seiner Möglichkeiten erreicht. Der Kader war nicht zuletzt aufgrund der begrenzten finanziellen Möglichkeiten nur relativ dünn besetzt und Spielerverluste konnten nicht gleichwertig ersetzt werden. 1969/70 belegte der KVM unter „Heimkehrer“ Geo Kemmerer, der zuvor erfolgreich die SG Westend Frankfurt betreut hatte, noch einmal einen respektablen 7. Platz, im Jahr darauf, 1970/71, war die Klasse aber schon nicht mehr zu halten.
Im Verlauf der 1970er Jahre folgte ein Absturz in die unteren Ligen. Bis 1976 konnte sich Kickers Viktoria noch in der Gruppenliga halten, anschließend fiel man bis in die A-Klasse zurück. In die neue, hochmoderne Heimstätte an der Anton-Dey-Straße konnte nunmehr allenfalls die benachbarte SpVgg Dietesheim halbwegs füllen, die zu dieser Zeit zu einem Höhenflug ansetzte und ihre Spitzenspiele im Mühlheimer Stadion austrug. Beim FC Kickers Viktoria kehrte der Erfolg hingegen erst Ende der 1990er Jahre zurück. Unter Trainer Karl-Heinz Pingel gelang dem KVM in die zweithöchste hessische Spielklasse, die Landesliga Süd (die heutige Verbandsliga Süd). „In vier bis fünf Jahren wollen wir wieder oben mitmischen.“ verkündete der Vereinsvorsitzende Markus Kinnel optimistisch, und mit den Rückkehrern Horst Russ (Offenbach) und Michael Osei (Aschaffenburg) hoffte man, diese Vorgabe umsetzen zu können. 2001 und 2002 belegte Kickers Viktoria Mühlheim jeweils den fünften Platz, doch im vierten Landesliga-Jahr 2002/03 war der Höhenflug bereits wieder vorbei, der KVM stieg wieder in die Bezirksoberliga ab und meldete sich seither nicht mehr im höherklassigen Fußball zurück. Nach der Saison 2004/05 kam es zum Abstieg aus der Kreisoberliga in die A-Klasse, im darauf folgenden Jahr gelang jedoch der sofortige Wiederaufstieg. Nach der Saison 2012/13 kam es als Meister der Kreisoberliga Offenbach zum Aufstieg in die Gruppenliga Frankfurt Ost. In der Saison 2014/15 gelang der Aufstieg in die Verbandsliga Süd als Meister der Gruppenliga Frankfurt Ost vor Germania Großkrotzenburg mit ebenfalls 74 Punkten aufgrund des direkten gewonnenen Vergleichs.

## Spielstätte
Nach der Fusion zum FC Kickers Viktoria hatte der Verein seine Heimstätte an der damals noch komplett umwaldeten „Roten Warte“. 1935 erfolgte der Umzug an ein deutlich großzügigeres Areal an der Friedensstraße. Das heutige Stadion an der Anton-Dey-Straße ist eine für Kreisligaverhältnisse komfortabel ausgestattete Anlage. Sie hat eine überdachte Tribüne mit Holzbänken, der Zuschauerbereich der Gegengeraden ist mit einigen Betonstufen ausgebaut, rund um das Spielfeld verläuft eine Laufbahn.